# Lilium canadense
El lis de Canadá o lirio del prado, Lilium canadense, es una planta herbácea natural del este de Norteamérica. Alcanza los 180 cm de altura. Florece en junio en el hemisferio norte, y sus flores colgantes, amarillas, anaranjadas o rojas moteadas, son muy apreciadas en ornamentación.

## Descripción
El lirio del prado es erecto, con un solo tallo herbáceo, rígido y de superficie lisa, que nace de un rizoma bulboso de unos 5 cm de diámetro; muestra hojas lanceoladas, de hasta 15 cm de largo, dispuestas en rosetas de entre 4 y 10 hojas, con el envés ligeramente venoso y pubescente. Las inflorescencias están compuestas por hasta 20 floros colgantes en forma de campana. Las flores son hexapétalas, de color vivo, con un cáliz de tres hojas. Las anteras son de color violáceo. Al madurar, entre agosto y septiembre, produce un fruto en forma de cápsula.

## Sinonimia
- Lilium pulchrum Salisb., Prodr. Stirp. Chap. Allerton: 237 (1796).
- Lilium penduliflorum DC. in P.J.Redouté, Liliac. 2: t. 105 (1805).
- Lilium pendulum Spae, Mém. Couronnés Mém. Savants Étrangers Acad. Roy. Sci. Bruxelles (4.º) 19(5): 28 (1847).
- Lilium peramoenum Farw., Bull. Torrey Bot. Club 42: 354 (1915).[1]